# Drosophila huangshaenensis
Drosophila huangshaenensis är en tvåvingeart som beskrevs av Hide-aki Watabe 2008. Drosophila huangshaenensis ingår i släktet Drosophila och familjen daggflugor.
Artens utbredningsområde är provinserna Anhui, Zhejiang och Jiangxi i Kina.